# (6408) Saijo
(6408) Saijo es un asteroide perteneciente al cinturón de asteroides, región del sistema solar que se encuentra entre las órbitas de Marte y Júpiter.
Fue descubierto el 28 de octubre de 1992 por Kin Endate y Kazuro Watanabe desde el observatorio de Kitami.

## Designación y nombre
Designado provisionalmente como 1992 UT5, fue llamado así en honor a Yoshihiro Saijo (n. 1959), astrónomo aficionado y editor de una revista mensual, conocido por su trabajo en astrofotografía.

## Características orbitales
(6408) Saijo está situado a una distancia media del Sol de 2,872 ua, pudiendo alejarse hasta 2,974 ua y acercarse hasta 2,770 ua. Su excentricidad es 0,036 y la inclinación orbital 1,571 grados. Emplea 1777,73 días en completar una órbita alrededor del Sol.
Pertenece a la familia de asteroides de (158) Koronis.

## Características físicas
La magnitud absoluta de (6408) Saijo es 12,54. Tiene 11,026 km de diámetro y su albedo se estima en 0,256.